# Mascoutah (Illinois)
Mascoutah je grad u američkoj saveznoj državi Ilinois. Prema popisu stanovništva iz 2010. u njemu je živjelo 7.483 stanovnika.